# Frank Michler Chapman
Frank Michler Chapman (West Englewood, 12 juni 1864 - New York, 15 november 1945) was een Amerikaans ornitholoog. Hij was een van de eersten die handzame veldgidsen maakte om vogels te determineren en droeg daardoor bij aan het populariseren van de veldornithologie.

## Biografie
Chapman volgde een opleiding aan de Englewood Academy. Hij had geen formele, academische opleiding tot natuurwetenschapper. Tussen 1880 en 1886 werkte hij bij een bank in New York. Tussen 1886 en 1888 was hij betrokken bij verzamelexpedities in Florida. In 1888 kreeg hij een baan aan het American Museum of Natural History als assistent van de conservator voor de zoogdieren en vogels Joel Asaph Allen. In 1901 werd hij medeconservator en in 1908 werd hij hoofdconservator van de afdeling vogels. Onder zijn leiding groeide de collectie uit tot de grootste van de wereld.

## Werk en nalatenschap
Chapman was in het bijzonder geïnteresseerd in de manier waarop vogelsoorten verspreid voorkwamen, hun leefgebieden en de invloed van geografische barrières op hun verspreidingsgebied (biogeografie). Hij heeft veel gepubliceerd over de avifauna van het noordwestelijk deel van Zuid-Amerika (zie publicatielijst).
Op de IOC World Bird List staan 64 vogelsoorten die door Chapman zijn beschreven waaronder witvleugelzanger (Xenoligea montana), ecuadornachtzwaluw (Nyctidromus anthonyi) en kaneelborstbaardvogel (Capito brunneipectus). Als eerbetoon aan hem zijn vogelsoorten naar hem vernoemd zoals de Chapmans gierzwaluw (Chaetura chapmani).

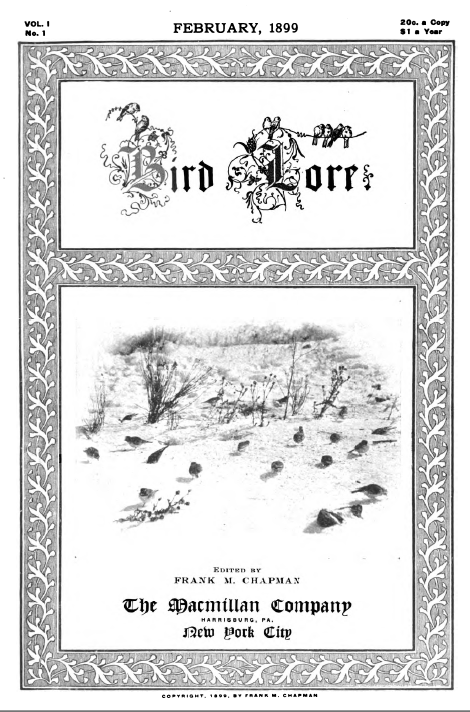
Omslag van het eerste nummer van Bird-Lore

Verder heeft Chapman vooral groter publiek vertrouwd gemaakt met de ornithologie. Zo richtte Chapman in 1899 het tijdschrift Bird-Lore op. Dit was geen wetenschappelijk blad, maar bedoeld voor een veel wijder publiek. Het werd het officiële orgaan van een afdeling van de Audubon Society. In 1905 werd dit een landelijke vereniging tot bescherming van vogels in de Verenigde Staten, de National Audubon Society. Het was een geïllustreerd tijdschrift dat om de twee maanden verscheen. In 1935 werd de National Audubon Society eigenaar van het tijdschrift. Tussen 1941 en 1966 heette het tijdschrift Audubon Magazine en sinds 1966 alleen nog Audubon. Daarnaast verschenen van zijn hand verschillende boeken die bedoeld waren voor liefhebbers die de vogels in het veld wilde herkennen.

### DeChristmas Bird Count
In de 19de eeuw deed een grote groep Amerikanen en Canadezen mee aan de zogenaamde "side hunts", rond Kerstmis. De deelnemers streefden ernaar in zo'n kort mogelijke tijd zoveel mogelijk vogels dood te schieten, ongeacht ze eetbaar, fraai of interessant voor de wetenschap waren. In december 1900 kwam Chapman op het idee om de vogels te tellen in plaats van ze te doden.
Deze tellingen werden een groot succes. Ieder jaar deden meer mensen mee. De telling vindt plaats tussen 14 december en 5 januari en hieraan doen duizenden vrijwilligers in de Verenigde Staten en Canada mee. Tijdens de 118-de telling in 2018/19 waren dat 76.987 tellers. Zulke lange reeksen tellingen zijn wetenschappelijk interessant en dit project is dan ook een mooi voorbeeld van burgerwetenschap.

### Publicaties (selectie)
- 1895 – Handbook of Birds of Eastern North America
- 1898 – Bird-Life: A Guide to the Study of Our Common Birds
- 1900 – Bird Studies with a Camera
- 1901 - The revision of the genus Capromys
- 1903 – Color Key to North American Birds
- 1903 – The Economic Value of Birds to the State
- 1907 – Warblers of North America
- 1908 – Camps and Cruises of an Ornithologist
- 1910 – The Birds of the Vicinity of New York City: A guide to the Local Collection
- 1915 – The Travels of Birds
- 1917 – The Distribution of Bird-life in Colombia
- 1919 – Our Winter Birds
- 1921 – The Habit Groups of North American Birds
- 1921 – The Distribution of Bird Life in the Urubamba Valley of Peru. A report of the birds collected by the Yale University - National Geographic Society's expedition
- 1926 – The Distribution of Bird-life in Ecuador
- 1929 – My Tropical Air Castle
- 1931 – The Upper Zonal Bird-Life of Mts Roraima and Duida
- 1933 – Autobiography of a Bird-Lover
- 1934 – What Bird is That?
- 1938 – Life in an Air Castle: Nature Studies in the Tropics

- Bibliothèque nationale de France: cb12821377w (data)
- Gemeinsame Normdatei: 1125740914
- International Standard Name Identifier: 0000 0001 1804 5889
- Library of Congress Control Number: n87830787
- Nationale Bibliotheek van Letland: 000128739
- Nederlandse Thesaurus van Auteursnamen: 188913343
- Istituto Centrale per il Catalogo Unico: LO1V332163
- SNAC: w6j968k3
- Système universitaire de documentation: 138975175
- Trove: 1022623
- Virtual International Authority File: 100223917
- WorldCat: E39PBJcKF6xkPtm9mKxX3YP4v3